# Beilschmiedia latifolia
Beilschmiedia latifolia là loài thực vật có hoa trong họ Nguyệt quế. Loài này được (Nees) Sachiko Nishida miêu tả khoa học đầu tiên năm 1999.